# Lago Tikveš
El lago Tikveš (en macedonio: Тиквешко Езеро) es un lago artificial situado al suroeste de Macedonia del Norte, en el municipio de Kavadarci. Se encuentra en la llanura de Tikveš, conocida por sus viñedos. Fue creado por una presa construida en 1968 en el río Crna, afluente del río Vardar. Con 28.5 kilómetros de longitud, es el lago artificial más grande de Macedonia.
En la parte norte del lago se encuentra la isla de Gradište, al oeste del pueblo de Resava. Alberga un yacimiento arqueológico de gran importancia para la historia antigua de la región de Tikveš.